# スバン・ジャヤ
スバン・ジャヤ（マレー語: Subang Jaya）は、マレーシアのセランゴール州の都市である。クランバレーの居住地域にある。地方自治体としては、Majlis Bandaraya Subang Jaya (MBSJ)である。クアラルンプール都市圏に含まれる。

## 友好都市
- 日本鹿児島県日置市（2012年10月29日[1]）